# Черньчиці (Вроцлавський повіт)

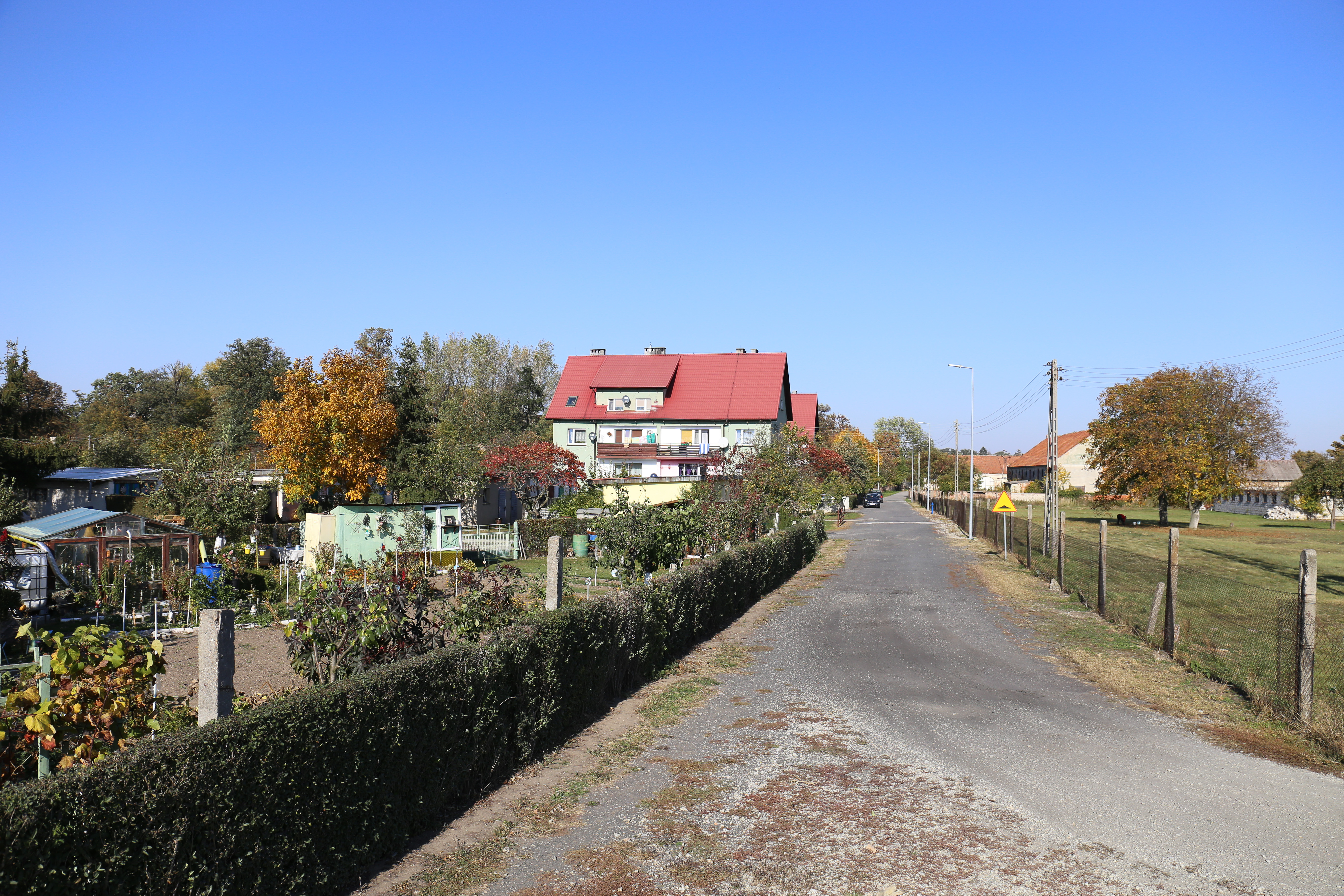

Черньчиці (пол. Czerńczyce, нім. Kapsdorf) — село в Польщі, у гміні Конти-Вроцлавські Вроцлавського повіту Нижньосілезького воєводства.
Населення — 283 особи (2011).
У 1975-1998 роках село належало до Вроцлавського воєводства.

## Демографія
Демографічна структура станом на 31 березня 2011 року:
|          | Загалом | Допрацездатний вік | Працездатний вік | Постпрацездатний вік |
| -------- | ------- | ------------------ | ---------------- | -------------------- |
| Чоловіки | 153     | 34                 | 105              | 14                   |
| Жінки    | 130     | 23                 | 82               | 25                   |
| Разом    | 283     | 57                 | 187              | 39                   |